# Saint-Maurice-sous-les-Côtes
Saint-Maurice-sous-les-Côtes ist eine französische Gemeinde mit 359 Einwohnern (Stand 1. Januar 2022) im Département Meuse in der Region Grand Est; sie gehört zum Arrondissement Commercy und zum Gemeindeverband Côtes de Meuse Woëvre. 

## Geografie
Saint-Maurice-sous-les-Côtes liegt rund 38 Kilometer westsüdwestlich der Stadt Metz im Osten des Départements Meuse. Die Gemeinde besteht aus den Orten Saint-Maurice-sous-les-Côtes und Bassaucourt. Weite Teile der Gemeinde sind bewaldet. Hier entspringt der Fluss Seigneulle. Verkehrstechnisch liegt sie fernab von Autobahnen an der D908.

## Geschichte
Im Ersten Weltkrieg wurde die Gemeinde durch Kriegshandlungen teilweise zerstört. Im Weiler Sainte-Geneviève ist ein deutscher Soldatenfriedhof mit fast 1800 Gräbern. 
Beide Orte gehörten von 1793 bis 1801 zum District Saint Mihiel. Zudem zählten sie von 1801 bis 2015 zum Kanton Vigneulles-lès-Hattonchâtel. Beide Ortsteile sind seit 1801 dem Arrondissement Commercy zugeteilt. Im Jahr 1856 wurde die bis dahin selbständige Gemeinde Bassancourt (heutzutage Bassaucourt; 1846: 58 Einwohner) eingegliedert.

## Bevölkerungsentwicklung
| Jahr                                                | 1962 | 1968 | 1975 | 1982 | 1990 | 1999 | 2006 | 2019 |
| Einwohner                                           | 406  | 411  | 370  | 329  | 315  | 333  | 391  | 340  |
| Quellen: Cassini und INSEE; heutiges Gemeindegebiet |      |      |      |      |      |      |      |      |

## Sehenswürdigkeiten
- Kirche Saint-Maurice aus dem Jahr 1791
- Ehemalige Kapelle Sainte-Geneviève (wiederaufgebaut)
- Denkmal für die Gefallenen[1]
- deutscher Soldatenfriedhof bei Sainte-Geneviève (mit Gräbern von 1789 deutschen Soldaten)
- Lavoirs (Waschhäuser) in Saint-Maurice-sous-les-Côtes und Bassaucourt
- Zwei Wegkreuze an der D908 und D332

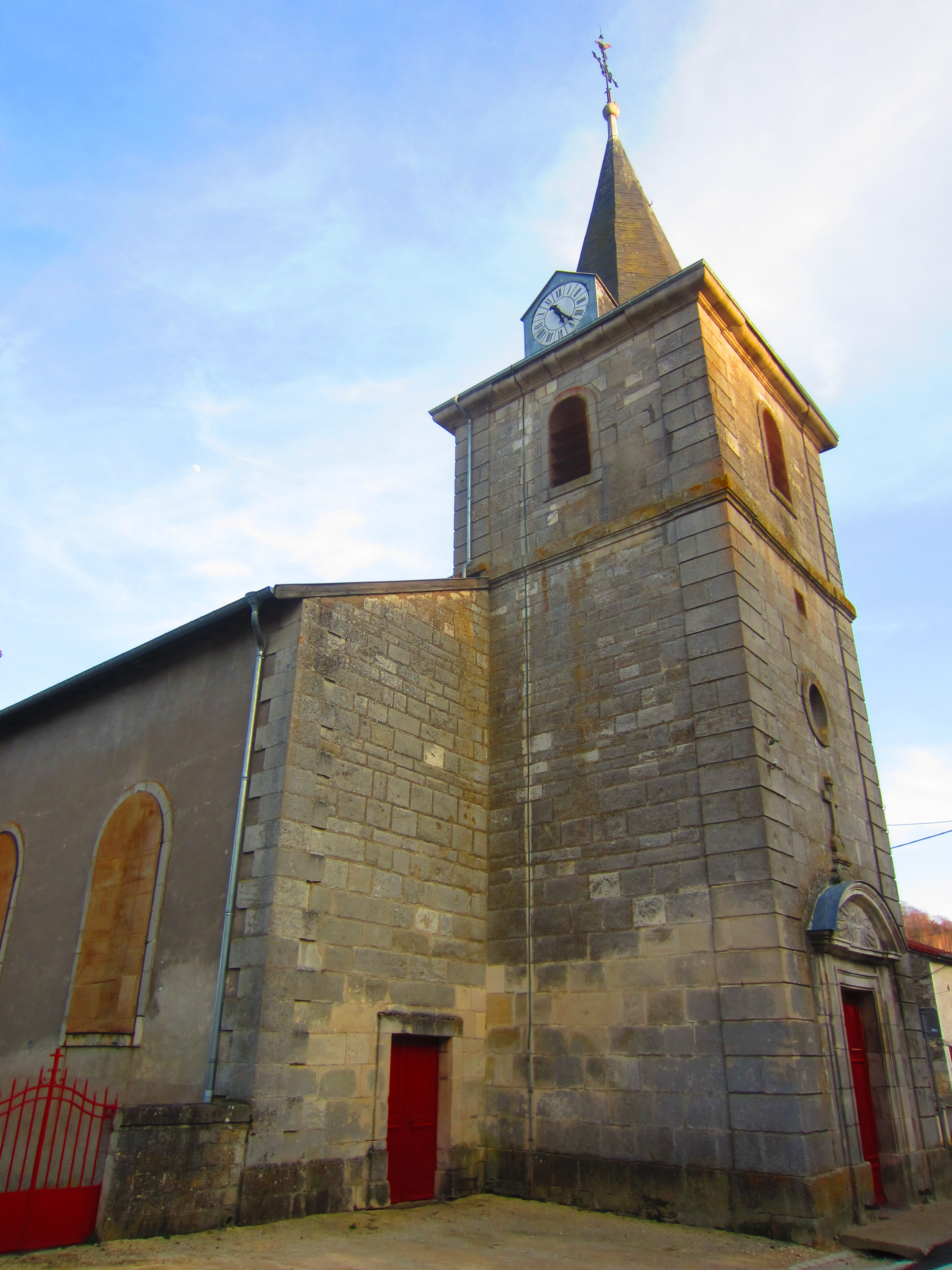
Dorfkirche Saint-Maurice
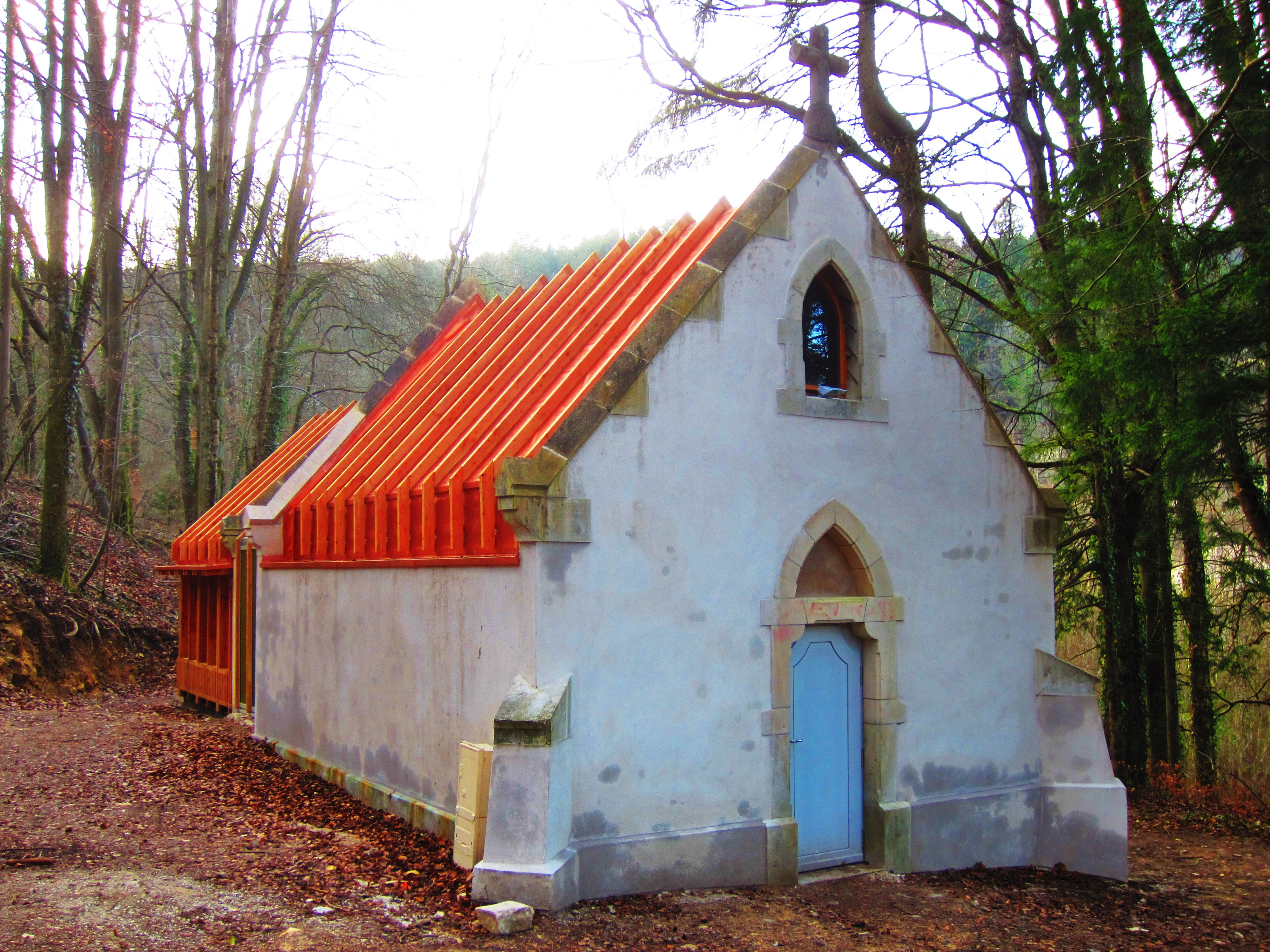
Kapelle Sainte-Geneviève
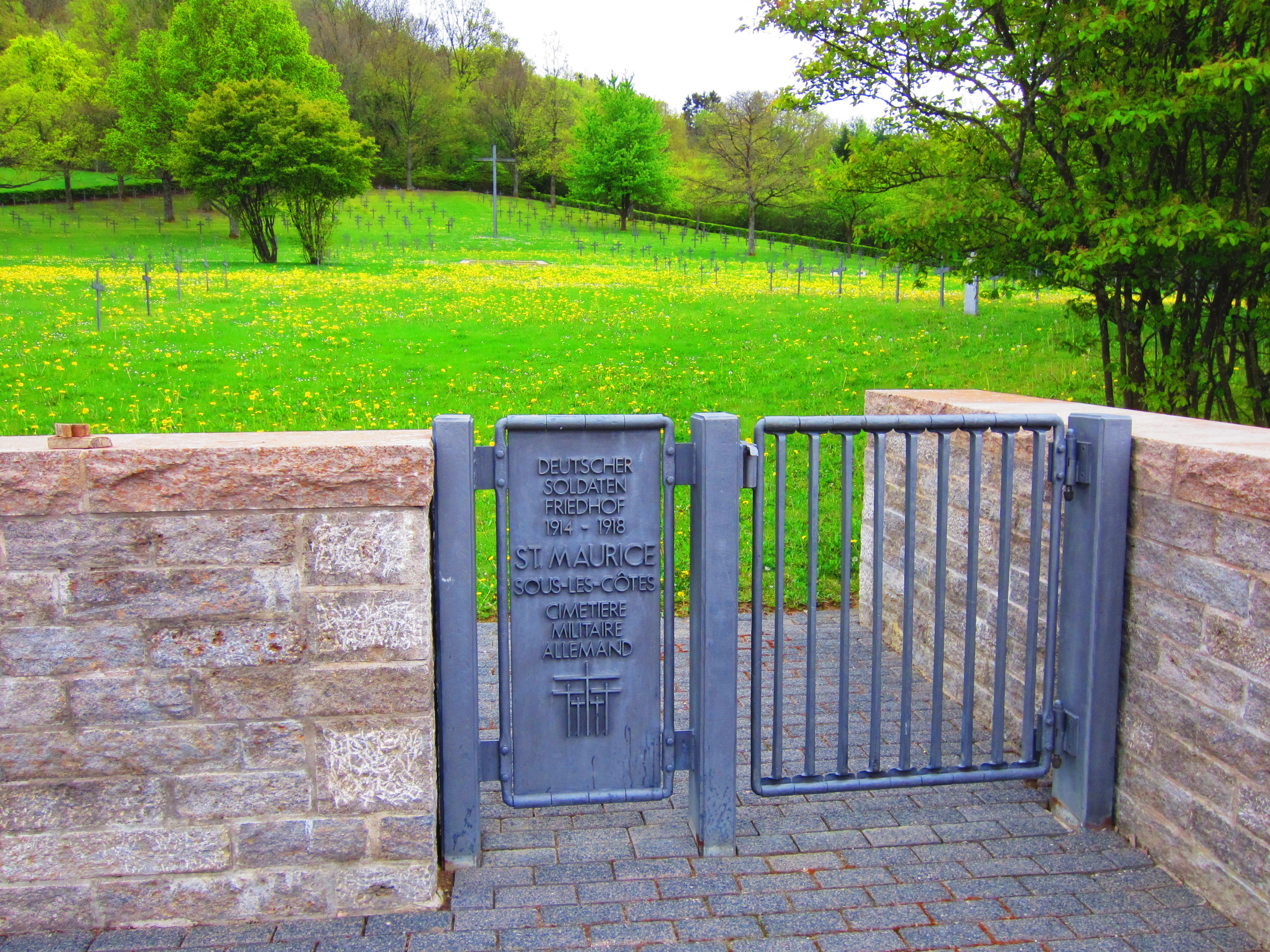
Deutscher Soldatenfriedhof bei Sainte-Geneviève